# KVF
KVF (Kings’ Valley no. F) bezeichnet ein altägyptisches Grab im Tal der Könige, das im Januar 1921 von Howard Carter während seiner Grabungsarbeiten für Lord Carnarvon entdeckt wurde. Es ist eines von insgesamt 20 angefangenen Gräbern beziehungsweise Gruben, die anstelle einer Ziffer einen Buchstaben zur Bezeichnung erhalten haben. Diese Gruben werden als „Arbeitergruben“, „Einbalsamierungsgruben“ oder Cachettes bezeichnet und reichen gegenwärtig bis zur Bezeichnung KVT.
Das recht kleine Grab mit insgesamt 2,96 m² liegt im südwestlichen Wadi des Tals. KVF besteht aus einer absteigenden Treppe, die in einem einzigen, rechteckigen Raum endet. Es gibt keine Wanddekorationen und keine Hinweise auf einen Grabbesitzer und ob tatsächlich eine Bestattung stattgefunden hatte.
KVF wird in die 18. Dynastie (Neues Reich) datiert. In der Nähe des Grabes entdeckte Howard Carter vier Gruben, von denen eine intakt war und Grabbeigaben von Thutmosis III. enthielt. Aufgrund dieser Funde und dem nicht weit entfernten Grab des Königs (KV34) nahm Carter an, es müsse einen Bezug zu KVF geben. Auch Elizabeth Thomas sah die Gruben in einer Verbindung zu KV34. Nicholas Reeves zufolge könnte dieses Grab ein „Fehlstart“ für das Königsgrab von Thutmosis III. gewesen sein.
KVF ist heute unzugänglich und mit Schutt verfüllt.